# Teleclita cinnamome
Teleclita cinnamome är en fjärilsart som beskrevs av Rothschild 1917. Teleclita cinnamome ingår i släktet Teleclita och familjen tandspinnare. Inga underarter finns listade i Catalogue of Life.